# Blautukan

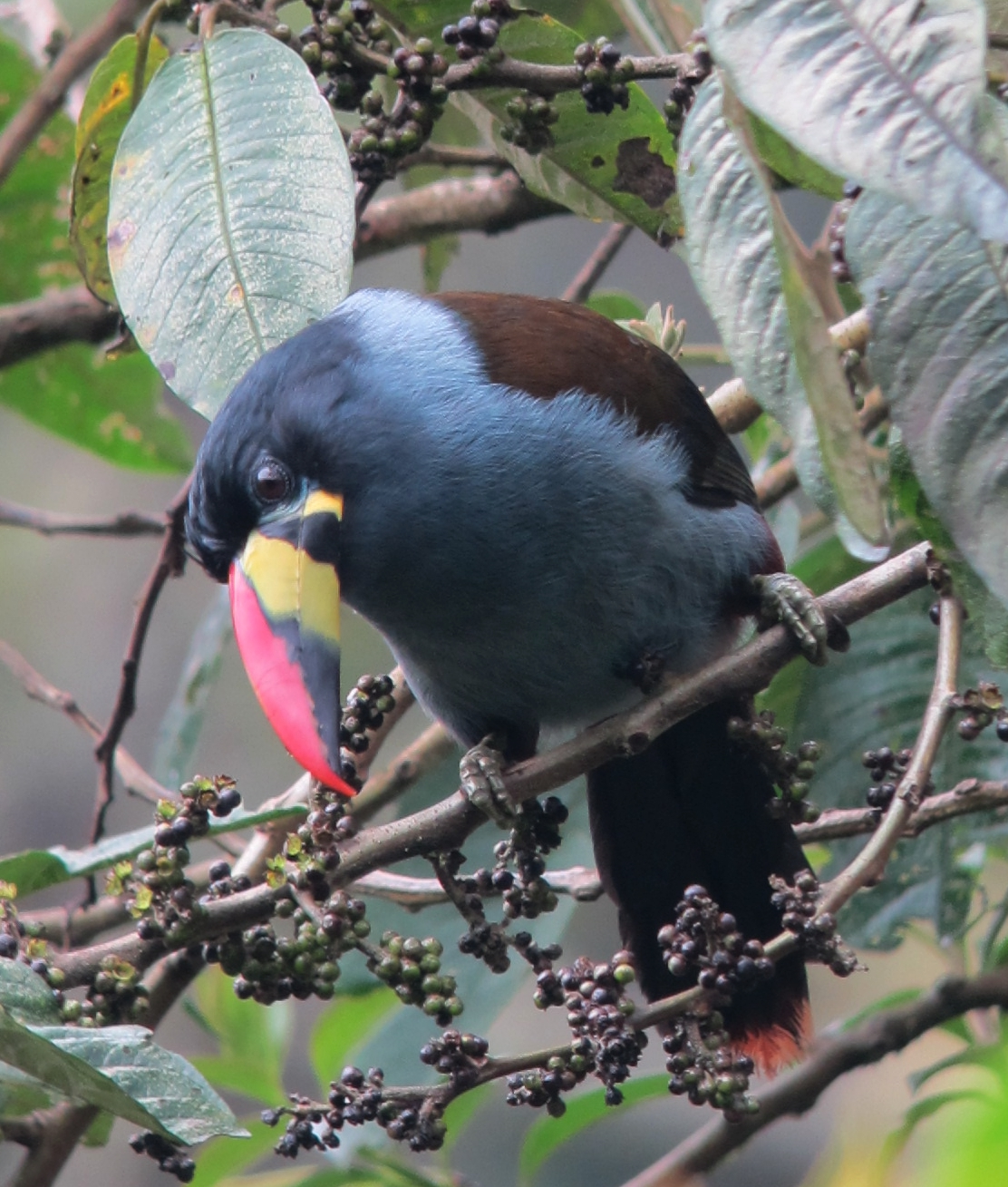
Dunkeläugige Unterart Andigena hypoglauca hypoglauca in Kolumbien.

Der Blautukan (Andigena hypoglauca) ist eine Vogelart aus der Gattung der Blautukane (Andigena) in der Familie der Tukane (Ramphastidae), die in Südamerika vorkommt.
Blautukane besiedeln ausschließlich Bergwälder und sind auf Grund ihrer Größe und ihres großen, mehrfarbigen Schnabels nur mit wenigen anderen Tukanarten zu verwechseln. Der ansonsten ähnliche Schwarzschnabeltukan weist im Gegensatz zum Blautukan eine auffällige weiße Kehle auf. Der Schwarzkopftukan hat keinen partiell orangeroten Schnabel. Vom Blautukan werden zwei Unterarten beschrieben.
Die IUCN stuft den Blautukan als in geringem Maße bedroht (near threatened) ein. Genaue Bestandszahlen liegen nicht vor, im Verbreitungsgebiet werden jedoch zunehmend die geeigneten Lebensräume zerstört, so dass die Bestandszahlen rückläufig sind.

## Erscheinungsbild
Die Körperlänge adulter Blautukane beträgt 43 bis 48 Zentimeter. Die Männchen der Nominatform erreichen eine Flügellänge von 16,3 bis 18,2 Zentimetern. Der Schwanz ist zwischen 15,9 und 17,5 Zentimeter lang. Die Schnabellänge beträgt 8,9 bis 9,6 Zentimeter. Es besteht kein auffälliger Sexualdimorphismus, Weibchen sind aber tendenziell etwas kleiner und haben mit 6,9 bis 8,3 Zentimetern einen etwas kürzeren Schnabel.
Die Männchen haben einen schwarzen Oberkopf und schwarze Gesichtsseiten. Quer über den Nacken verläuft ein graublaues Band, das auf den Nackenseiten etwas dunkler wird und schmal ausläuft. Der obere Rücken ist braun, der Rumpf ist grünbraun, während das Rumpfende leuchtend gelb ist. Die Oberschwanzdecken sind graugrün. Der Schwanz ist schwarzbraun. Das Kinn ist rußfarben, die Kehle dagegen graublau. Der Bauch ist blass-graublau, die Bauchseiten sind etwas dunkler. Die Oberschenkel sind dunkel kastanienbraun, die Unterschwanzdecken leuchtend rot.
Der Oberschnabel ist an der Basis gelb mit einem schwarzen Fleck, ansonsten ist er orangerot. Der Unterschnabel ist an der Basis gleichfalls gelb und weist wie der Oberschnabel einen schwarzen Fleck auf. An der Spitze ist der Unterschnabel schwarz. Die unbefiederte Gesichtshaut ist blau und direkt um das Auge schwarz. Die Augenfarbe ist braun, die Füße und Beine sind grünlichgelb bis braungrün.
Die Unterart Andigena h. lateralis unterscheidet sich von der Nominatform durch hellgelbe Brustflecken, eine schokoladenbraune Schenkelfärbung und eine olivgelbe Irisfärbung.

## Taxonomie und Systematik
Der Blautukan wurde ursprünglich der Gattung Pteroglossus zugeschrieben.

### Unterarten
Zwei Unterarten sind anerkannt:
- A. h. hypoglauca - (Gould, 1833): Vorkommen von Zentralkolumbien bis zum östlichen Ecuador
- A. h. lateralis - (Chapman, 1923): Vorkommen im östlichen Ecuador und in Zentralperu

## Verbreitungsgebiet
Der Blautukan kommt nur in hochgelegenen Andenwäldern von der Mitte Kolumbiens und Venezuelas bis Ecuador und Peru vor. Er hält sich in höheren Lagen auf als andere Andigena-Arten sowie als der Derby-, Grauschnabel-, Gelbbrauen- und Laucharassari, die alle zur Gattung der Grünarassaris gehören und gleichfalls Tukane der Bergregion sind. In Venezuela wird der Blautukan zwischen 1800 und 2700 Höhenmetern beobachtet, in Ecuador kommt er in Höhenlagen von 2200 bis 3650 Metern vor. Er gilt grundsätzlich als seltene Art.

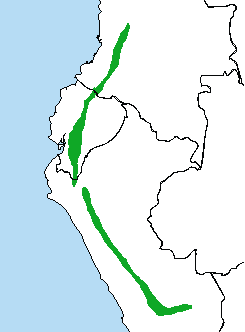
Verbreitungsgebiet

Sein Lebensraum sind feuchte Bergwälder der gemäßigten Zone, Nebelwälder und bewaldete Flussufer. Er kommt auch in dichten Sekundärwäldern sowie an Waldrändern vor.

## Lebensweise
Der Blautukan hält sich überwiegend in Baumwipfeln auf. Nur gelegentlich kommt er auch in die Nähe des Bodens, um dort Beeren zu fressen. Während der Nahrungssuche ist er ausgesprochen wenig ruffreudig. Er wird überwiegend einzeln, in Paaren oder in kleinen Trupps von bis zu sechs Individuen beobachtet. Bei Letzteren handelt es sich vermutlich um Familienverbände. Während der Nahrungssuche sind Blautukane gelegentlich auch mit Bergkassiken (Cacicus leucoramphus), Blaurücken-Bergtangaren (Buthraupis montana) und Riesendrosseln (Turdus fuscater) vergesellschaftet. Ihre Haltung während der Nahrungssuche ist typischerweise sehr aufrecht. Die Nahrung besteht überwiegend aus Früchten; vermutlich spielt tierische Nahrung während der Nestlingsaufzucht eine Rolle. Über das Fortpflanzungsverhalten liegen keine Untersuchungsergebnisse vor. Vermutlich fällt die Brutzeit in Kolumbien in den Zeitraum Januar und Februar. In Peru wurden gerade ausgeflogene Jungvögel im November beobachtet.